# Corturile de țigani la apusul soarelui (pictură de Nicolae Grigorescu)
Acest articol dezvoltă secțiunea Opera a articolului principal Nicolae Grigorescu.
Corturile de țigani la apusul soarelui  este o pictură realizată de pictorul român Nicolae Grigorescu. A fost cea mai scumpă lucrare de artă achiziționată de către stat până în anul 1870 în România.

## Circulația lucrării
Tabloul a fost realizat în anul 1869 și a fost cumpărat de statul român în anul 1870 direct din atelierul artistului pentru o suma de 3.000 de lei aur, considerabilă în acele vremuri.  Comitetul  care a decis procurarea lucrării a fost format din Constantin Esarcu, Theodor Aman și Constantin I. Stăncescu.
Această lucrare a fost expusă pentru o perioadă de timp în prăvălia de instrumente muzicale a lui Alexis Gebauer de pe Podul Mogoșoaiei, fără a suscita interesul cumpărătorilor de artă. Este de menționat faptul că ministrul Școalelor din acea vreme - Constantin Esarcu, era interesat să intre în posesia operei de artă.
O dată cu achiziționarea de către stat a lucrării Corturile de țigani la apusul soarelui direct din atelierul artistului cu o sumă nemaiîntâlnită în România prin cuantumul ei, în lumea artei s-a petrecut o mare agitație. Doar după câteva zile de la efectuarea tranzacției, Theodor Aman, care era directorul Școlii de Belle Arte, împreună cu Cezar Boliac l-au vizitat pe Nicolae Grigorescu la atelier. După această vizită, Aman a vorbit despre modul cum se făcea acordarea recompenselor cu ocazia Expoziției artiștilor în viață din acel an - 1870. Bolliac, care era un jurnalist deosebit de respectat, a publicat un articol despre ce a văzut el în atelierul lui Grigorescu, fiind sub impresia comentariilor lui Aman. Elogiind „... în puținele tablouri finite” talentul deosebit al pictorului, el a lăsat să se înțeleagă că majoritatea lucrărilor nu i s-au părut terminate. El a mers mai departe în analiza sa și a emis concluzii de ordin social mirându-se că „... lumea elegantă, luxoasă, avută, care trece toată ziua pe Podul Mogoșoaiei, pe lângă pasaj (Pasajul român, n.r.), nu-și oprește ochii la fereastra magazinului Gebauer... coboară aici, cocoană cu cocul enorm, oprește puțin dandin legănător cu mustața priponită, închină-te zeului Apollon”.
În data de 15 iunie 1870 s-a deschis Expoziția artiștilor în viață la care artistul a expus douăzeci și șase de tablouri. Corturile de țigani la apusul soarelui a fost unul dintre ele.

## Galerie

Tematica corturilor țigănești
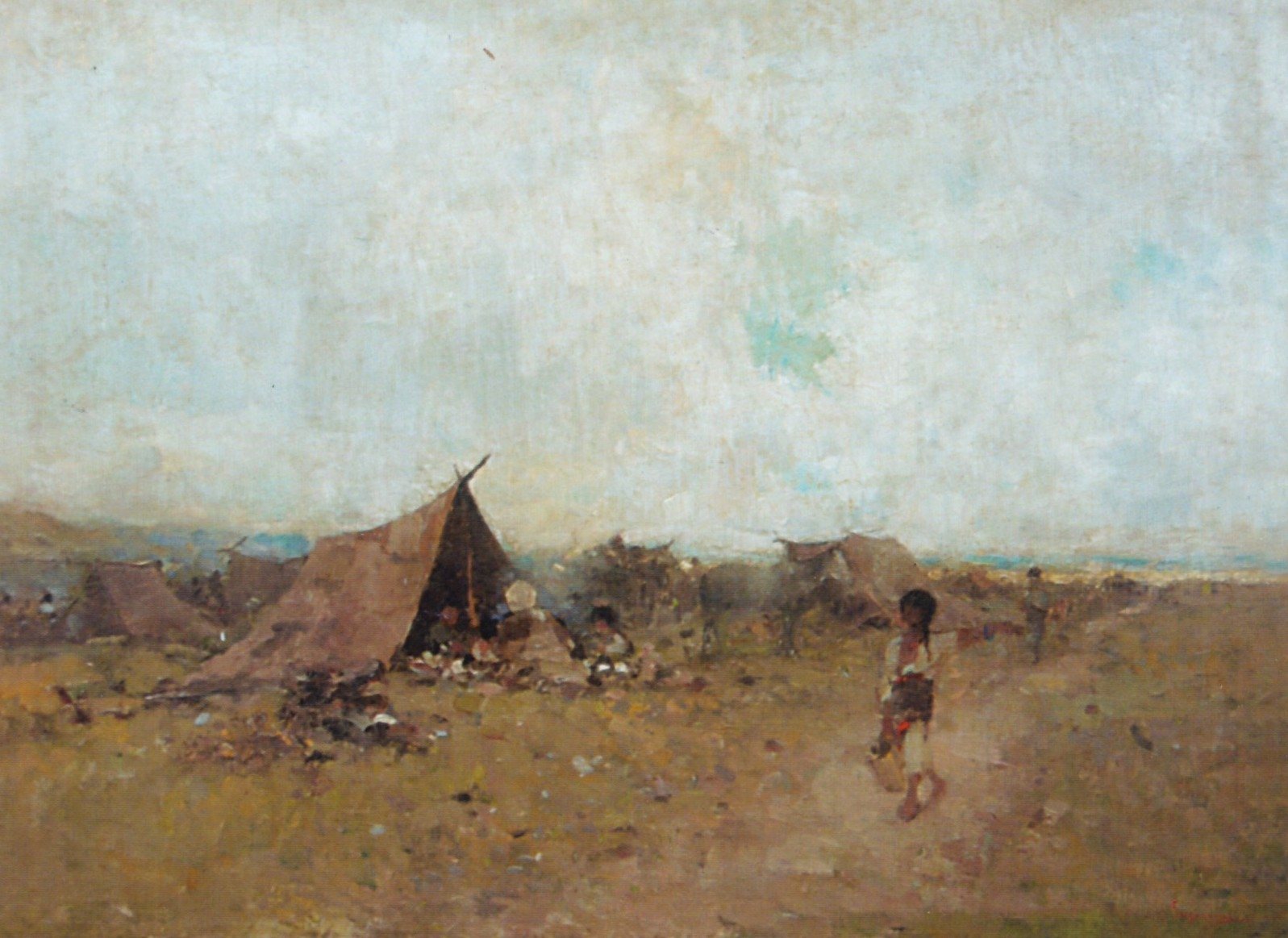
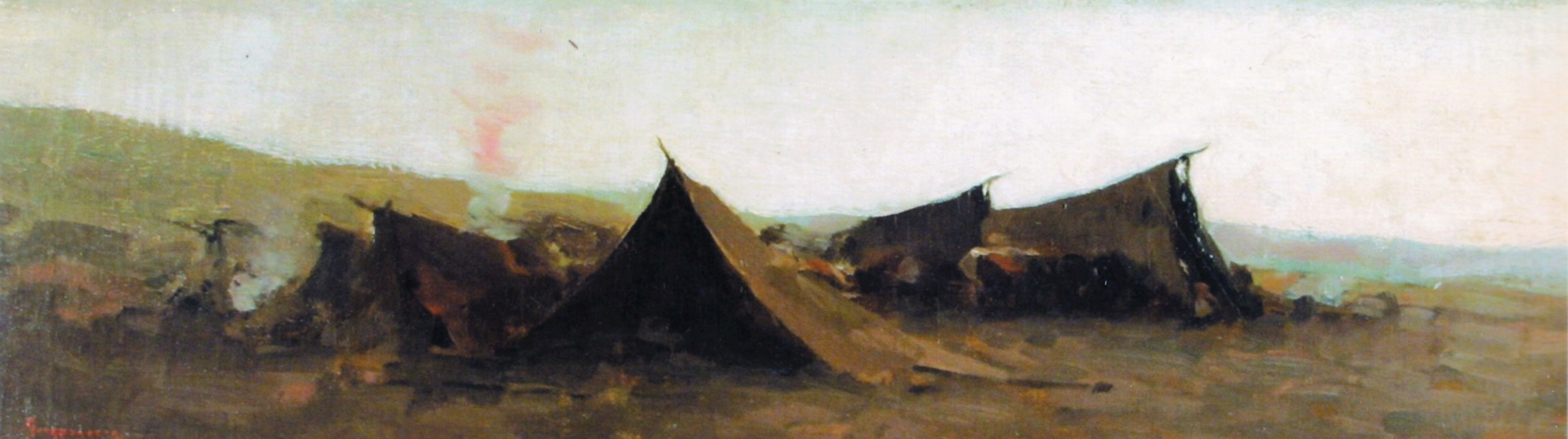